# Michael Ebling
Michael Ebling (ur. 27 stycznia 1967 w Mainz-Mombach) – niemiecki polityk i prawnik, działacz Socjaldemokratycznej Partii Niemiec (SPD), w latach 2012–2022 nadburmistrz Moguncji, od 2022 minister w rządzie Nadrenii-Palatynatu.

## Życiorys
Urodzony w Mainz-Mombach. Studiował prawo na Uniwersytecie Johannesa Gutenberga w Moguncji. Po ukończeniu studiów rozpoczął karierę polityczną jako asystent Klausa Hammera, regionalnego szefa SPD. Następnie zatrudniony jako doradca w Ministerstwie Edukacji, Nauki, Młodzieży i Kultury kraju związkowego Nadrenia-Palatynat.
W 1983, w wieku 16 lat, wstąpił do SPD. W latach 1995–2007 radny Moguncji. Od 2012 do 2022 był nadburmistrzem Moguncji, w 2019 uzyskał reelekcję. W tym czasie pełnił również funkcje w organizacjach samorządowych – był m.in. członkiem prezydium Niemieckiego Związku Miast, przewodniczącym Związku Miast Nadrenii-Palatynatu oraz prezesem Związku Przedsiębiorstw Komunalnych. W 2022 został powołany na stanowisko ministra spraw wewnętrznych i sportu w rządzie Nadrenii-Palatynatu.

## Życie prywatne
Jest gejem. Na swojej stronie internetowej pisze, że żyje ze swoim partnerem i psem w rodzinnym mieście Mainz-Mombach.